# 青帶圓吻燕魟
青帶圓吻燕魟，又稱聶氏無刺鱝，为軟骨魚綱燕魟目鲼科的一種。被IUCN列為次級保育類動物。

## 分布
本魚分布印度西太平洋區，包括波斯灣、巴基斯坦、印度、斯里蘭卡、孟加拉灣、日本、朝鮮半島、中國、台灣、印尼、越南、泰國、新幾內亞、菲律賓、馬來西亞、澳洲等海域。

## 深度
從3至5公尺的潮間帶至數百公尺的深海域。

## 特徵
本魚體平扁，吻短，前端圓滑突出，無尾棘，上下頷齒有7列，胸鰭與吻下鰭隔離。體盤背面黑褐色，有與胸鰭後緣平行之青色帶5至6條，腹面白色，或散布藍色雲狀塊斑，尾具不明顯暗褐色橫紋。體長可達58公分。

## 生態
為熱帶暖水性沿岸魚類，屬肉食性，以甲殼類、貝類等為食。常可見其利用其寬大的胸鰭，以波浪狀的運動而游走於中上表層。胎生，雌於每次可產4尾幼魚，其子宮內壁密布絨毛狀乳突，分泌物可供胎兒營養。

## 經濟利用
食用魚，肉質尚佳，可紅燒或煮食。